# Wyndham Knatchbull-Hugessen, 3. Baron Brabourne

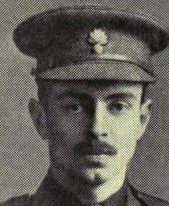
Wyndham Wentworth Knatchbull-Hugessen, 3. Baron Brabourne

Wyndham Wentworth Knatchbull-Hugessen, 3. Baron Brabourne (* 21. September 1885 in Norton, Kent; † 11. März 1915 bei Neuve-Chapelle) war ein britischer Adliger, Politiker, Offizier und Ornithologe.

## Leben und Wirken
Er war der Sohn von Edward Knatchbull-Hugessen, 2. Baron Brabourne (1857–1909), aus dessen Ehe mit Hon. Amy Virginia Beaumont (1859–1949), Tochter des Wentworth Beaumont, 1. Baron Allendale (1829–1907). Er hatte einen älteren Bruder, Hon. Richard Edward Wentworth Knatchbull-Hugessen (1881–1883), der jung starb, und zwei Schwestern, Hon. Margaret Eva de Burgh Knatchbull-Hugessen (1880–1957), die 1905 John Savile, 6. Earl of Mexborough (1868–1945), heiratete, und Hon. Bettine Henrietta Loyd Knatchbull-Hugessen (1886–1967), die 1912 William Lewis Brownlow Loyd († 1947) heiratete.
Er besuchte das Eton College und trat in die Britische Armee ein, wo er im Juli 1903 Second Lieutenant des siebten Bataillons der Rifle Brigade (Prince Consort’s Own) wurde. Er schied im Mai 1904 aus dem aktiven Dienst aus. Daraufhin verbrachte er einige Jahre in Paraguay. Hier sammelte er eine beachtliche Menge an Vogelbälgen, die er 1908 nach seiner Rückkehr dem Natural History Museum präsentierte. 1910 wurde er zum Mitglied der British Ornithologists’ Union gewählt. Noch im gleichen Jahr lernte er Charles Chubb kennen, mit dem er ein längeres generelles Werk über die Vogelwelt Südamerikas plante. Der erste Band, der im Dezember 1912 erschien, enthielt eine Liste aller bis dahin bekannten Arten und wurde damals als Standardwerk betrachtet.
Beim Tod seines Vaters am 29. Dezember 1909 erbte er dessen Adelstitel als 3. Baron Brabourne und den damit verbundenen Sitz im House of Lords. Im Jahr 1911 war er einer von 112 Mitgliedern des House of Lords, die gegen den Parliament Act 1911 stimmte, der die Vorherrschaft des gewählten britischen House of Commons über das nicht gewählte House of Lords stärkte.
Er kehrte spätestens im Februar 1911 als Second Lieutenant der Grenadier Guards zeitweise in den aktiven Armeedienst zurück, den er in der Folgezeit mehrfach als Reserveoffizier unterbrach. Im Juli 1912 ging Knatchbull-Hugessen erneut auf Reisen nach Südamerika. Hier verblieb er in Peru und sammelte Material für seine weiteren Pläne. Neben The birds of South America publizierte er mit Chubb einige Artikel in The Annals and magazine of natural history. Der Ausbruch des Ersten Weltkriegs beendete seine Pläne und er eilte nach Hause um seinem Regiment zu dienen.
Er wurde er am 5. August 1914 als Lieutenant der Grenadier Guard reaktiviert und bald darauf mit dem ersten Bataillon seines Regiments an der Westfront eingesetzt. Er fiel dort 1915 in der Schlacht von Neuve-Chapelle. Posthum erschien ein zweiter Band von The birds of South America von Henrik Grönvold, der die bereits für den ersten Band erstellten Tafeln beinhaltete.
Da er unverheiratet und kinderlos blieb, fiel sein Adelstitel an seinen Onkel Hon. Cecil Marcus Knatchbull-Hugessen (1863–1833) als 4. Baron Brabourne.
Sein Name findet sich auf dem Kriegsdenkmal Touret Memorial in Richebourg.

## Erstbeschreibungen und Synonyme von Lord Brabourne
Lord Brabourne hat mit Charles Chubb eine Gattung und einige Unterarten sowie einige Synonyme beschrieben. Hierzu gehören:

### Gattungen
- Crypturellus Brabourne & Chubb, 1914

### Unterarten
Zu den Unterarten gehören chronologisch u. a.:
- Taotinamu (Tinamus tao septentrionalis Brabourne & Chubb, 1913)
- Brauntinamu (Crypturellus soui albigularis (Brabourne & Chubb, 1914))
- Brauntinamu (Crypturellus soui andrei (Brabourne & Chubb, 1914))
- Brauntinamu (Crypturellus soui harterti (Brabourne & Chubb, 1914))
- Rotfußtinamu (Crypturellus erythropus spencei (Brabourne & Chubb, 1914))

### Synonyme
In der Literatur finden sich gelegentlich folgende Synonyme von ihm, die früher als eigenständige Unterarten betrachtet wurden:
- Rhea rothschildi Brabourne & Chubb, 1911 => Nandu (Rhea americana albescens Lynch Arribálzaga & Holmberg, 1878)
- Pteroglossus aracari roraimae Brabourne & Chubb, 1912  => Schwarzkehlarassari (Pteroglossus aracari atricollis (Müller, PLS 1776))
- Tinamus robustus inexpectatus Brabourne & Chubb, 1913 => Großtinamu (Tinamus major latifrons Salvadori, 1895)
- Crypturus macconnelli Brabourne & Chubb, 1914 =>Berlepschtinamu (Crypturellus berlepschi  (Rothschild, 1897))
- Crypturus soui hoffmannsi Brabourne & Chubb, 1914 => Brauntinamu  (Crypturellus soui albigularis (Brabourne & Chubb, 1914))
- Crypturus hellmayri Brabourne & Chubb, 1914 => Rotkehltinamu (Crypturellus strigulosus (Temminck, 1815))
- Crypturus undulatus confusus Brabourne & Chubb, 1914 =>Wellentinamu (Crypturellus undulatus adspersus (Temminck, 1815))

## Dedikationsnamen
Charles Chubb benannte 1916 die Gattung Brabournea zu seinen Ehren, ein Name der heute als Synonym für Thaumasius Bonaparte, 1850 steht. Agyrtria versicolor brabournii Bangs & Penard, 1918 wird heute als Synonym zur Glanzamazilie (Chrysuronia versicolor (Vieillot, 1818)) betrachtet, Procellaria aequinoctialis brabournei Mathews, 1912 als Synonym für den Weißkinn-Sturmvogel (Procellaria aequinoctialis Linnaeus, 1758).

## Publikationen (Auswahl)
- mit Charles Chubb: The Nomenclature of the Rheas of South America. In: The Annals and magazine of natural history; zoology, botany, and geology being a continuation of the Annals combined with Loudon and Charlesworth's Magazine of Natural History (= 8. Band 8). Nr. 44, 1911, S. 273–275 (biodiversitylibrary.org).
- mit Charles Chubb: Noteson Guiana Birds. In: The Annals and magazine of natural history; zoology, botany, and geology being a continuation of the Annals combined with Loudon and Charlesworth's Magazine of Natural History (= 8. Band 10). Nr. 56, 1912, S. 261–262 (biodiversitylibrary.org).
- mit Charles Chubb: The birds of South America. Band 1. R. H. Porter, John Wheldon & Co., Taylor & Francis, London 1912 (biodiversitylibrary.org).
- mit Charles Chubb: A synopsis of the Genus Tinamus. In: The Annals and magazine of natural history; zoology, botany, and geology being a continuation of the Annals combined with Loudon and Charlesworth's Magazine of Natural History (= 8. Band 12). Nr. 72, 1913, S. 577–579 (biodiversitylibrary.org).
- mit Charles Chubb: Key to the species of the genus Crypturus, with descriptions of some new forms. In: The Annals and magazine of natural history; zoology, botany, and geology being a continuation of the Annals combined with Loudon and Charlesworth's Magazine of Natural History (= 8. Band 14). Nr. 82, 1914, S. 319–322 (biodiversitylibrary.org).